# Historia Argentina
Historia Argentina (in italiano: "Storia dell'Argentina") è un'enciclopedia in lingua spagnola di tre volumi scritta da Diego Abad de Santillán nel 1965 ed edita da TEA (Tipográfica Editora Argentina).
L'enciclopedia tratta della storia dell'Argentina.